# Sarcophaga granulata
Sarcophaga granulata är en tvåvingeart som beskrevs av Kramer 1908. Sarcophaga granulata ingår i släktet Sarcophaga och familjen köttflugor.
Artens utbredningsområde är Tyskland. Inga underarter finns listade i Catalogue of Life.